# Le avventure di Mandrin
Le avventure di Mandrin è un film del 1952 diretto da Mario Soldati.

## Trama
Mandrin, disertore dell'esercito francese, diventa il capo di una banda di contrabbandieri piemontesi. È amato dalla bella locandiera Rosetta ma attira l'attenzione della marchesa di Montbricourt, favorita del re, che arriva da Versailles solo per vederlo.
Sarà proprio lei a salvargli la vita e permettergli di sposare Rosetta.